# Anton Heimreich
Anton Heimreich (* 5. März 1626 in Trindermarsch, Alt-Nordstrand; † 1685 in Nordstrandischmoor) war ein deutscher, evangelisch-lutherischer Pfarrer auf Nordstrand, der als Autor diverser Chroniken, darunter die Nordfriesische Chronik, und einer Niederschrift des Nordstrandischen Landrechts bekannt wurde.

## Leben
Anton Heimreich stammte aus eine Schleswiger Pastorenfamilie. Der Name Heimreich selbst beruht vermutlich auf falscher Etymologie aus dem Patronym Heinrich(s) und wurde nur von Anton Heimreich selbst, seinem Vater und seinem Sohn verwendet. Sein Onkel Reinhold (1564–1647), der Lehrer am Johanneum in Hamburg war, latinisierte den Namen zu Henrici.
Sein Vater Johannes Heimreich (1586–1664) war Pastor in Trindermarsch in der Edomsharde, einem Ort auf der Insel Strand. Sein Großvater mütterlicherseits, Henricus Dinggreve, war Superintendent in Wismar. Anton Heimreich hatte zwei ältere Brüder, die ebenfalls Pastoren wurden. Am 11. Oktober 1634 zerriss die Burchardiflut die Insel Strand. Dabei wurden 33 der 57 Häuser von Trindermarsch zerstört und die Kirche schwer beschädigt. Gemeinsam mit dem Landschreiber und stellvertretende Staller Baltzer Novock unternahm Johannes Heimreich die Neuordnung der Kirchen- und Landesangelegenheiten. 1639 wurde das Kirchspiel Trindermarsch aufgelöst, die überlebenden Trindermarscher wurden nach Odenbüll, dem letzten verbliebenen Kirchspiel der inzwischen aufgelösten Edomsharde, eingepfarrt und die Kirche 1651 abgebrochen. Johannes Heimreich wurde Propst und Hauptpastor der Alten Kirche auf Pellworm. Ein Teil des Gebietes des Kirchspiels Trindermarsch wurde 1663 zum heutigen Trendermarschkoog wieder eingedeicht.
Heimreichs Familie war jedoch trotz der Katastrophe recht wohlhabend. So konnte er von 1643 bis 1645 das Johanneum Lüneburg besuchen, studierte danach in Helmstedt und Leiden Theologie und bereiste dann Deutschland, England, Frankreich, Rom, Ungarn und Böhmen. In London erlebte er die Revolution unter Oliver Cromwell mit. Zurückgekehrt übernahm er am 26. Dezember 1652 die Pfarrstelle auf Nordstrandischmoor, „diesem armseligen Orte“, der zu diesem Zeitpunkt noch keine eigene Kirche besaß. Erster Pastor von Nordstrandischmoor, dem Rückzugsort etlicher Überlebenden der Katastrophe von 1634, war seit 1642 sein älterer Bruder Sebastian Heimreich gewesen, der 1649 wegen eines Sexualdelikts abgesetzt worden war und 1652 zusammen mit vielen anderen Strandern, die durch die Burchardiflut alles verloren hatten, in die Uckermark zog. 1659 wurde er Prediger der Dänischen Westindien-Kompanie und starb 1662 in Friedrichsburg in Ghana. Zum Prediger ordiniert wurde Anton Heimreich erst zwei Jahre später. Er blieb bis zu seinem Tod auf Nordstrandischmoor, wobei er sein Einkommen vermutlich nicht von seiner armen Halliggemeinde, sondern aus seinem Landbesitz auf Pellworm und Eiderstedt bezog. Zusätzlich diente er den französischen Partizipanten des Oktroy zur Wiedergewinnung Nordstrands als Bevollmächtigter. Er war verheiratet mit Helene Finck, der Tochter des Landschreibers von Nordstrand, und hatte mindestens drei Kinder.
Der genaue Todestag Heimreichs ist nicht überliefert, doch wurde im Oktober 1685 für seine Pfarrei eine Vertretung bei einer Taufe im Kirchenbuch eingetragen, sodass man von einem Todesdatum im Herbst 1685 ausgehen kann.
Heimreich hinterließ eine Reihe handschriftlicher Zusätze zur Nordfresischen Chronik. Nach seinem Tod wurde sein einziger Sohn Heinrich Heimreich (1661–1730) im Dezember 1685 sein Nachfolger als Pfarrer in Nordstrandischmoor. Heinrich Heimreich schrieb auch die Chronik seines Vaters fort und berichtete unter anderem über die Weihnachtsflut von 1717.

## Chronik
Anton Heimreichs Nordfresische Chronik von 1666 ist die älteste Chronik Nordfrieslands, die im Druck erschien. Für Strand konnte Heimreich neben den Unterlagen seines Vaters und Schwiegervaters vor allem auf die Arbeiten von Matthias Boetius und Johannes Petreus zurückgreifen, für Eiderstedt auf die Annalen seines Zeitgenossen Peter Sax. Für das restliche Nordfriesland, für das ihm keine Unterlagen zur Verfügung standen, blieben seine Ausführungen lückenhaft. In seiner Chronik überlieferte Heimreich die einzigen schriftlichen Beispiele für das ausgestorbene Strander Friesisch.
Das Nordstrandische Landrecht, das er 1670 veröffentlichte, ist eine Übersetzung des Nordstrander Landrechts von 1572, das auch das Spadelandsrecht enthält und bis 1900 gültig war. 1683 erschien seine Schleßwigische KirchenHistorie. Sein letztes Werk, die Dithmarsische Chronik, ist vor allem eine Wiedergabe von Neocorus’ bis dahin unveröffentlichter Chronik.

## Schriften
- Nordfresische Chronik:
  - Nord-Fresische Chronick, darin von denen dem Schleßwigischen Hertzogthum incorporirten Fresischen Landschafften wird berichtet. Mit Fleiß zusammen geschrieben durch M. Antonium Heimreich. Schleßwich 1666 (digitale-sammlungen.de [abgerufen am 5. September 2022]).
  - Ernewrete Nordfresische Chronik, 2. Ausgabe. Schleswig 1668 (slub-dresden.de [abgerufen am 5. September 2022]).
  - M. Anton Heimreichs nordfresische Chronik. Zum dritten Male mit den Zugaben des Verfassers und der Fortsetzung seines Sohnes, Heinrich Heimreich, auch einigen andern zur nordfresischen Geschichte gehörigen Nachrichten vermehrt herausgegeben von Dr. N. Falck. Tondern, 1819: 1. Band 1. Band, 2. Band und 1. und 2. Band bei Google Books
- Nordstrandisches Landrecht. Schleswig 1670 (slub-dresden.de [abgerufen am 5. September 2022]).
- Schleßwigische KirchenHistorie/ Darinn Die abschaffung der Heidnischen Abgötterey / und einführung der in der Römischen Kirchen üblichen Christlichen Religion, Auch stifftung des Schleßwigischen Bißthums und desselben Bischöffe Leben / Und die endlich vorgenommene Reformation, und nach derselben sich eräugnete Ketzereyen / neben anderen im Schleßwigischen Hertzogthum vorgefallenen KirchenHändelen / Aus glaubwürdigen Schriften und Nachrichtungen ist verfasset und zusammen gezogen Durch M. Antonium Heimreich Walthern / P. auf dem Mohre im NordStrande. Schleßwig 1683 (uni-kiel.de [abgerufen am 5. September 2022]).
- Dithmarsische Chronick/ Darinn Nebenst der Landes Beschreibung Die Geschichte/ So sich vor erlangeter/ bey gehabter und nach verlohrener Freyheit des Dithmarscher Landes begeben/ In drey Büchere/ Aus allerley glaubwürdigen gedruckten und geschriebenen Nachrichtungen ordentlich verfasset worden Durch M. Antonium HeimReich Walthern/ Pastoren auff dem Nordstrandischen Mohre. Schleßwig 1683 (uni-kiel.de [abgerufen am 5. September 2022]).